# Mirbelia taxifolia
Mirbelia taxifolia là một loài thực vật có hoa trong họ Đậu. Loài này được C.A.Gardner miêu tả khoa học đầu tiên.